# Masi Oka
Masayori "Masi" Oka (おか まさより, 岡 政偉), född 27 december 1974 i Tokyo, är en japansk-amerikansk Golden Globe-nominerad skådespelare. Han har medverkat i många filmer och tv-serier och har bland annat uppmräksammats för rollen som Hiro Nakamura i den amerikanska TV-serien Heroes. Han har även varit med i långfilmen …och så kom Polly och TV-serien Scrubs. Han hade även en roll i filmen Get Smart (2008) och Balls of Fury (2007).
Masi föddes i Tokyo men flyttade till Los Angeles när han var sex år gammal. Idag (2007) bor Masi i Kalifornien. Han pratar japanska, engelska och spanska flytande.

## Filmografi (i urval)
- 2002–2004 – Scrubs (TV-serie)
- 2004 – …och så kom Polly
- 2006–2010 – Heroes (TV-serie)
- 2007 – Balls of Fury
- 2008 – Get Smart
- 2010–2014 – Hawaii Five-0 (TV-serie)
- 2011 – Friends with Benefits
- 2013 – Jobs
- 2018 – The Meg
- 2019 – Spies in Disguise (röst)
- 2021 – Star Wars: Visions (TV-serie) (röst)
- 2022 – Bullet Train